# Kębłów (województwo dolnośląskie)
Kębłów (niem. Kammelwitz) – wieś w Polsce położona w województwie dolnośląskim, w powiecie lubińskim, w gminie Rudna.

## Podział administracyjny
W latach 1954–1971 wieś należała i była siedzibą władz gromady Kębłów, po jej zniesieniu w gromadzie Chobienia. 
W latach 1975–1998 miejscowość administracyjnie należała do województwa legnickiego.

## Cmentarze
We wsi znajduje się prawosławny cmentarz, należący do parafii w Studzionkach.

## Zabytki
Do wojewódzkiego rejestru zabytków wpisany jest:
- park